# Persécution des Juifs pendant la peste noire

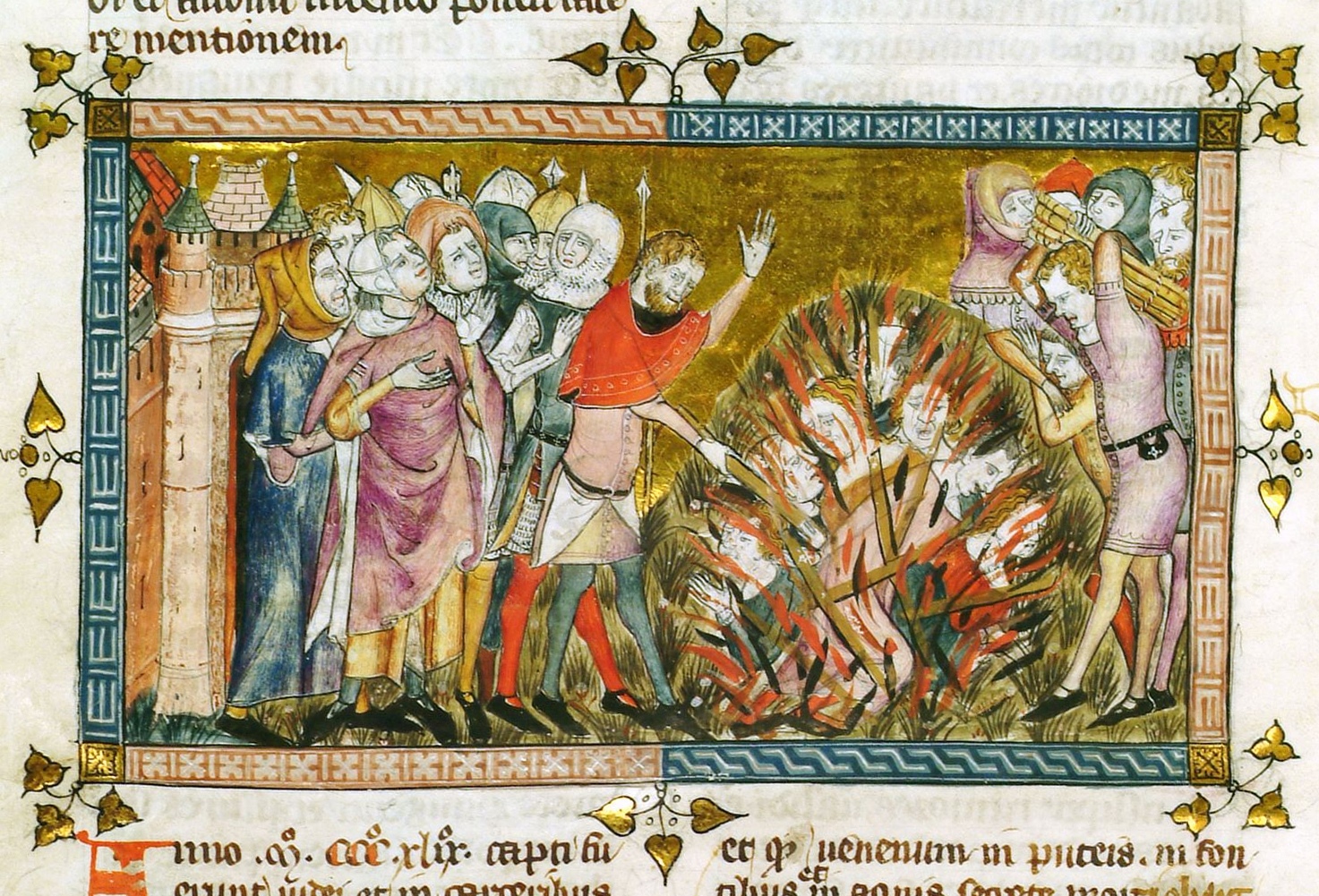
Représentation d'un massacre de Juifs en 1349. Antiquitates Flandriae (Bibliothèque royale de Belgique manuscrit, 1376/1377).

La persécution des Juifs pendant la Peste Noire consistait en une série d'importantes et violentes attaques, ainsi que de massacres. Les communautés juives étaient souvent accusées des épidémies de Peste Noire en Europe. De 1348 à 1351, des actes de violence ont été commis à Toulon, Barcelone, Erfurt, Bâle, Francfort, Strasbourg et ailleurs. Les persécutions ont entraîné une grande migration des Juifs vers la Pologne jagiellonne (en) et le Grand-Duché de Lituanie. Il existe très peu de sources juives sur les massacres juifs pendant la Peste.

## Contexte historique
La politique officielle de l'Église catholique, qui était en partie basée sur le fait que Jésus était juif, était de protéger les Juifs. En pratique, cependant, les Juifs étaient souvent les cibles du mépris chrétien (en). Alors que la peste balayait l'Europe au milieu du XIVe siècle et anéantissait près de la moitié de la population, les gens avaient peu de compréhension scientifique des maladies et cherchaient une explication.
Les Juifs étaient fréquemment utilisés comme boucs émissaires et de fausses accusations affirmant qu'ils avaient provoqué la maladie en empoisonnant délibérément les puits circulaient,,. Cela est probablement dû au fait qu'ils étaient moins affectés que les autres personnes, car de nombreux Juifs choisissaient de ne pas utiliser les puits communs situés dans les villes et les villages. De plus, les Juifs étaient parfois contraints de confesser avoir empoisonné les puits sous la torture.

## Persécutions et massacres
Le premier massacre directement lié à la peste a eu lieu en avril 1348 à Toulon, où le quartier juif a été saccagé et quarante Juifs ont été assassinés chez eux. Peu de temps après, des violences ont éclaté à Barcelone et dans d'autres villes catalanes. En 1349, des massacres et des persécutions se sont répandus à travers l'Europe, notamment le massacre d'Erfurt, le massacre de Zurich, le massacre de Bâle et des massacres en Aragon, à Fulda et en Flandre,. Environ 2 000 Juifs ont été brûlés vifs le 14 février 1349 lors du massacre de Strasbourg, dit « de la Saint-Valentin », où la peste n'avait pas encore touché la ville. Pendant que les cendres fumaient encore, les résidents chrétiens de Strasbourg ont fouillé et ramassé les biens de valeur des Juifs qui n'avaient pas été consumés par les flammes,. Le mois suivant, en septembre, 330 Juifs ont été brûlés vifs au château de Kybourg, à l'est de Zurich. De nombreuses centaines de communautés juives ont été détruites pendant cette période. Parmi les 510 communautés juives détruites à cette époque, certains membres se sont suicidés pour échapper aux persécutions.

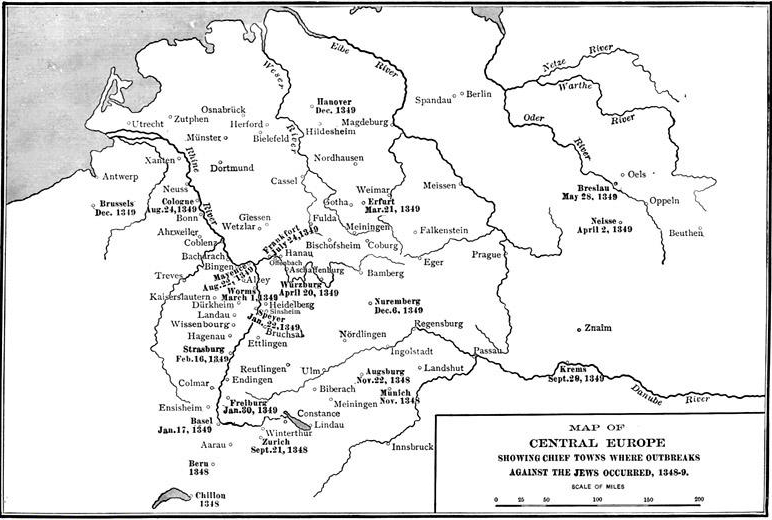
Carte des persécutions contre les Juifs en Europe durant la période de la Peste noire.

 Au printemps 1349, la communauté juive de Francfort-sur-le-Main a été annihilée. Cela a été suivi par la destruction des communautés juives à Mayence et à Cologne. La population juive de Mayence, forte de 3 000 personnes, s'est initialement défendue et a réussi à repousser les attaquants chrétiens. Cependant, les Chrétiens ont finalement réussi à submerger le ghetto juif et à tuer tous ses habitants.
À Spire, les cadavres juifs étaient jetés dans des tonneaux de vin et jetés dans le Rhin. Fin 1349, le pire des pogroms avait pris fin dans le Rhin. Cependant, les massacres de Juifs commençaient à augmenter près des villes hanséatiques de la côte baltique et en Europe de l'Est. En 1351, il y avait eu 350 incidents de pogroms anti-juifs, et 60 grandes et 150 petites communautés juives avaient été exterminées.

## Causes
Il existe de nombreuses raisons possibles pour lesquelles les Juifs ont été accusés d'être la cause de la peste. L'antisémitisme était répandu au XIVe siècle, et dans certains endroits, la peste était considérée comme l'œuvre des Juifs en représailles aux mauvaises actions des mourants. Le fait de protéger les "ennemis du Christ" était également avancé comme raison. Certains commentateurs ont soutenu que les Juifs qui n'étaient pas tués avaient en fait de meilleures chances de survivre à la peste en raison d'une plus grande propreté, de mesures sanitaires et du respect des lois de la cacherout. David Nirenberg, doyen de la Faculté de théologie de l'Université de Chicago et spécialiste de l'histoire juive médiévale, doutait de l'existence de preuves crédibles pour cette affirmation. Une autre raison de rejeter cette théorie est que la peste était propagée par les piqûres de puces, qui n'auraient pas été affectées par le lavage des mains. Les communautés qui valorisaient le travail des Juifs dans la ville étaient moins persécutées, tandis que celles qui ne le valorisaient pas étaient plus persécutées.

## Réactions des gouvernements
Dans de nombreuses villes, les autorités civiles ont peu fait pour protéger les communautés juives, voire ont réellement encouragé les émeutiers.
Les attaques ont entraîné le déplacement vers l'est de la communauté juive d'Europe du Nord vers la Pologne et la Lituanie, où ils sont restés pendant six siècles. Le roi Casimir III Le Grand a donné refuge et protection aux Juifs avec enthousiasme, ce qui est conforme à ses édits précédents envers les Juifs. Le 9 octobre 1334, Casimir avait confirmé les privilèges accordés aux Juifs en 1264 par Boleslas V le Pudique. Sous peine de mort, il a interdit l'enlèvement d'enfants juifs dans le but de les baptiser de force, et il a infligé de lourdes peines pour la profanation des cimetières juifs. Le roi était donc déjà bien disposé envers les Juifs. Il était également intéressé par l'exploitation du potentiel économique des Juifs.

## Position de l’Église catholique
Le pape Clément VI (bénédictin français, dont le nom de naissance était Pierre Roger) a tenté de protéger les communautés juives en émettant deux bulles papales en 1348, le 6 juillet et le 26 septembre. Elles déclaraient que ceux qui attribuaient la peste aux Juifs avaient été « séduits par ce menteur, le Diable ». Il a ensuite souligné : « Il ne peut pas être vrai que les Juifs, par un crime aussi odieux, soient la cause ou l'occasion de la peste, car à travers de nombreuses régions du monde, la même peste, par le jugement caché de Dieu, a frappé et frappe les Juifs eux-mêmes et de nombreuses autres races qui n'ont jamais vécu à leurs côtés ». Il a exhorté le clergé à agir pour protéger les Juifs et leur a offert une protection papale dans la ville d'Avignon. Clément a été aidé par les recherches de son médecin personnel, Guy de Chauliac, qui a soutenu, à partir de son propre traitement des malades, que les Juifs n'étaient pas à blâmer.
Les efforts de Clément ont été en partie contrecarrés par le nouvellement élu Charles IV, empereur du Saint-Empire romain germanique, qui a confisqué les biens des Juifs tués lors des émeutes et a donné aux autorités locales un incitatif financier à fermer les yeux.
L'influence de Clément VI et de l'Église sur une grande partie de l'Europe occidentale s'est avérée limitée, et bon nombre de leurs tentatives de protéger les Juifs ont été vaines. Cependant, ce n'était pas le cas dans les régions où le pape avait considérablement plus d'influence ; par exemple, à Avignon, le pape a sauvé de nombreuses vies juives.

## Conséquences
Alors que la peste déclinait en 1350, la violence contre les communautés juives diminuait également. En 1351, la peste et la persécution accrue étaient terminées, bien que le niveau de persécution et de discrimination de fond soit resté. Ziegler commente, en 1998, qu’« il n'y avait rien d'unique dans les massacres ». Vingt ans après la Peste Noire, le massacre de Bruxelles (1370) a anéanti la communauté juive belge. Le massacre de Schaffhouse en 1401, les ordres d'expulsion des Juifs de Zurich et leur expulsion définitive de la ville en 1634 ont été des facteurs contribuant aux migrations massives vers l'Europe de l'Est. Le dernier cas survint après qu'Eiron (Aaron) de Lengnau ait été accusé et exécuté pour blasphème.
L'une des conséquences les plus significatives à long terme de la Peste Noire en Europe a été la migration des Juifs vers la Pologne. Leur migration vers la Pologne était une tentative d'échapper à la persécution à laquelle ils étaient soumis en Europe occidentale. Cet événement est l'un des principaux facteurs qui ont contribué à l'existence d'une grande population juive en Pologne au début du XXe siècle. Environ 3,5 millions de Juifs vivaient en Pologne au moment de l'accession au pouvoir d'Adolf Hitler.

## Contes juifs
Les récits juifs de la Peste Noire ont été racontés dans les contes juifs pendant près de 350 ans, mais il n'y avait pas de récits écrits de la Peste Noire dans les contes juifs jusqu'en 1696, lorsque les récits de Yiftah Yosef ben Naftali Hirts Segal Manzpach (abrégé en « Juspa Schammes (en) ») ont commencé à circuler dans le Mayse Nissim. Yuzpa Shammes était scribe et gabbaï (gardien d'une synagogue) de la communauté de Worms pendant plusieurs décennies. Ses récits visent à montrer que les Juifs n'étaient pas inactifs car ils ont pris des mesures pour éviter de devenir inévitablement des boucs émissaires. Malgré l'affirmation de Yuzpa selon laquelle les Juifs ont riposté pendant les massacres, il existe des récits contradictoires, qui affirment qu'il n'y avait pas de preuve de « résistance armée ».